# Ojos de Brujo
Ojos de Brujo – hiszpański zespół działający w Barcelonie grający muzykę zaliczaną do gatunku nuevo flamenco. Sami opisują swoją twórczość jako „hip hop z odrobiną flamenco”.
27 czerwca 2009 roku zespół wystąpił po raz pierwszy w Polsce podczas wrocławskiego festiwalu Wroc Love Fest.

## Skład grupy na płycie „Aocaná”
- Marina Abad „la Canillas” – śpiew
- Ramón Giménez „El Metralleta” – gitara flamenco
- Xavi Turull – cajón, tabla, konga, instrumenty perkusyjne
- Dj Panko – scratching, instrumenty klawiszowe
- Carlitos Sarduy – trąbka, instrumenty klawiszowe, perkusja
- Maxwell Wright – instrumenty perkusyjne, śpiew
- Paco Lomeňa – gitara flamenco
- Javi Martin – bas

## Albumy
- Vengue, 1999
- Bari, 2002
- Bari: Remezclas de la Casa, 2003
- Techari, 2006
- Techari Live, 2007
- Aocaná, 2009
- Corriente Vital, 2010